# Sarafinești, Botoșani
Sarafinești este un sat în comuna Corni din județul Botoșani, Moldova, România. Satul are o populație de 1500 locuitori (2011).

 Acest articol despre o localitate din județul Botoșani este deocamdată un ciot. Puteți ajuta Wikipedia prin completarea lui.